# Eurovision Song Contest 2006
Eurovision Song Contest 2006 var den 51. udgave af det europæiske melodigrandprix, og det blev afholdt i Athen i Grækenland efter Helena Paparizous sejr i Kijev året før. Semifinalen blev afholdt den 18. maj 2006 og finalen den 20. maj. 37 lande deltog, men 38 stemte.

## Eurovision Song Contest 2006
Danmark stillede op med Sidsel Ben Semmane, der sang Twist Of Love. Hun kom på en 18. plads. Vinderne, som blandt andre Danmark gav 12 point til, blev rockgruppen Lordi fra Finland, der sang Hard Rock Hallelujah, og de skaffede dermed Finland den første sejr i grandprixet nogensinde og samtidig er det den første sang i musikgenren hård rock/heavy metal, der nogensinde har vundet. Islandske Silvia Night gjorde sig også bemærket dette år med kontroversielle og humorøse optrædelser. Silvia Night havde joket med, at hun ikke synes at Græsk tv havde organiseret begivenheden tilfredsstillende og i det hele taget opførte hun sig forkælet og grænseoverskridende under sit ophold i Athen. Da hun optrådte i semifinalen den 18 Maj blev hun buh'et ud og fik en 13. plads i semifinalen, som ikke var nok til at gå videre til finalen. Det blev også til endnu et år hvor "The Big Four" placerede sig dårligt. Spanien, der havde sendt Las Ketchup af sted, og Frankrig sloges nærmest om sidstepladsen, mens Storbritannien tog en 19. plads og Tyskland en 15. plads. Det på trods af at den britiske repræsentant havde lovet briterne en topplacering.
De danske kommentatorer var Mads Vangsø og Adam Duvå Hall. De danske stemmer blev
oplæst af Jørgen de Mylius, som ved en fejl kom til at sige "Good afternoon" tilbage til de græske værter efter de havde forsøgt at sige "god aften".

## Semifinalen
De farvemarkerede lande gik videre til finalen.
| Sang nr. | Land                | Solist          | Sang                         | Plads | Point |
| -------- | ------------------- | --------------- | ---------------------------- | ----- | ----- |
| 1        | Armenien            | André           | Without your love            | 6     | 150   |
| 2        | Bulgarien           | Mariana Popova  | Let me cry                   | 17    | 36    |
| 3        | Slovenien           | Anžej Dežan     | Mr Nobody                    | 16    | 49    |
| 4        | Andorra             | Jenny           | Sense tu                     | 23    | 8     |
| 5        | Hviderusland        | Polina Smolova  | Mum                          | 22    | 10    |
| 6        | Albanien            | Luiz Ejlli      | Zjarr e ftohtë               | 14    | 58    |
| 7        | Belgien             | Kate Ryan       | Je t'adore                   | 12    | 69    |
| 8        | Irland              | Brian Kennedy   | Every song is a cry for love | 9     | 79    |
| 9        | Cypern              | Annet Artani    | Why angels cry               | 15    | 57    |
| 10       | Monaco              | Séverine Ferrer | La coco-dance                | 21    | 14    |
| 11       | Makedonien          | Elena Risteska  | Ninanajna                    | 10    | 76    |
| 12       | Polen               | Ich Troje       | Follow my heart              | 11    | 70    |
| 13       | Rusland             | Dima Bilan      | Never let you go             | 3     | 217   |
| 14       | Tyrkiet             | Sibel Tüzün     | Süper star                   | 8     | 91    |
| 15       | Ukraine             | Tina Karol      | Show me your love            | 7     | 146   |
| 16       | Finland             | Lordi           | Hard Rock Hallelujah         | 1     | 292   |
| 17       | Holland             | Treble          | Amambanda                    | 20    | 22    |
| 18       | Litauen             | LT United       | We are the winners           | 5     | 163   |
| 19       | Portugal            | Nonstop         | Coisas de nada               | 19    | 26    |
| 20       | Sverige             | Carola          | Invincible                   | 4     | 214   |
| 21       | Estland             | Sandra Oxenryd  | Through my window            | 18    | 28    |
| 22       | Bosnien-Hercegovina | Hari Mata Hari  | Lejla                        | 2     | 267   |
| 23       | Island              | Silvia Night    | Congratulations              | 13    | 62    |

De ti lande, som kvalificerede sig til finalen, blev annonceret i vilkårlig rækkefølge:
- Rusland
- Makedonien
- Bosnien-Hercegovina
- Litauen
- Finland
- Ukraine
- Irland
- Sverige
- Tyrkiet
- Armenien

## Finale
| Sang nr. | Land                | Solist                                        | Sang                         | Plads | Point |
| -------- | ------------------- | --------------------------------------------- | ---------------------------- | ----- | ----- |
| 1        | Schweiz             | six4one                                       | If we all give a little      | 16    | 30    |
| 2        | Moldova             | Arsenium feat. Natalia Gordienko og Connect-R | Loca                         | 20    | 22    |
| 3        | Israel              | Eddie Butler                                  | Together we are one          | 23    | 4     |
| 4        | Letland             | Vocal Group Cosmos                            | I hear your heart            | 16    | 30    |
| 5        | Norge               | Christine Guldbrandsen                        | Alvedansen                   | 14    | 36    |
| 6        | Spanien             | Las Ketchup                                   | Bloody Mary                  | 21    | 18    |
| 7        | Malta               | Fabrizio Faniello                             | I do                         | 24    | 1     |
| 8        | Tyskland            | Texas Lightning                               | No, no never                 | 14    | 36    |
| 9        | Danmark             | Sidsel Ben Semmane                            | Twist of love                | 18    | 26    |
| 10       | Rusland             | Dima Bilan                                    | Never let you go             | 2     | 248   |
| 11       | Makedonien          | Elena Risteska                                | Ninanajna                    | 12    | 56    |
| 12       | Rumænien            | Mihai Trăistariu                              | Tornero                      | 4     | 172   |
| 13       | Bosnien-Hercegovina | Hari Mata Hari                                | Lejla                        | 3     | 229   |
| 14       | Litauen             | LT United                                     | We are the winners           | 6     | 162   |
| 15       | Storbritannien      | Daz Sampson                                   | Teenage life                 | 19    | 25    |
| 16       | Grækenland          | Anna Vissi                                    | Everything                   | 9     | 128   |
| 17       | Finland             | Lordi                                         | Hard Rock Hallelujah         | 1     | 292   |
| 18       | Ukraine             | Tina Karol                                    | Show me your love            | 7     | 145   |
| 19       | Frankrig            | Virginie Pouchain                             | Il était temps               | 22    | 5     |
| 20       | Kroatien            | Severina                                      | Moja štikla                  | 12    | 56    |
| 21       | Irland              | Brian Kennedy                                 | Every song is a cry for love | 10    | 93    |
| 22       | Sverige             | Carola                                        | Invincible                   | 5     | 170   |
| 23       | Tyrkiet             | Sibel Tüzün                                   | Süper star                   | 11    | 91    |
| 24       | Armenien            | André                                         | Without your love            | 8     | 129   |

## Andre lande
- Den 18. juni 2005, meddelte den Østrigske avis Der Kurier, at det østrigske fjernsynsselskab ORF ikke ville deltage i konkurrencen.
- Den 5. oktober 2005 meddelte chefen for Georgia Television & Radio Broadcasting, at Georgien ikke ville deltage i 2006 konkurrencen.
- Den 6. oktober 2005 meddelte Ceská Televize, at Tjekkiet ikke ville deltage.
- Den 9. december 2005 meddelte det ungarske fjernsynsselskab Magyar TV, at Ungarn ikke ville deltage af økonomiske grunde.
- Serbien og Montenegro trak sig fra konkurrencen efter mistanke om svindel ved stemmeafgivelsen ved den nationale konkurrence. Serbien og Montenegro beholdt dog retten til at stemme ved konkurrencen. Da Serbien og Montenegro trak sig blev der en ledig plads i finalen. Det blev besluttet den 20. marts at Kroatien, der blev nummer 11 i 2005, skulle have pladsen.

37°58′N 23°43′Ø / 37.97°N 23.72°Ø